# Tempestade tropical Wutip (2007)
A tempestade tropical Wutip (designação internacional: 0707; designação do JTWC: 08W; designação filipina: Dodong) foi o nono ciclone tropical e o sétimo sistema a ganhar um nome da temporada de tufões no Pacífico de 2007. Ao longo de seu caminho, Wutip afetou as Filipinas, Taiwan e leste da China.

## História meteorológica

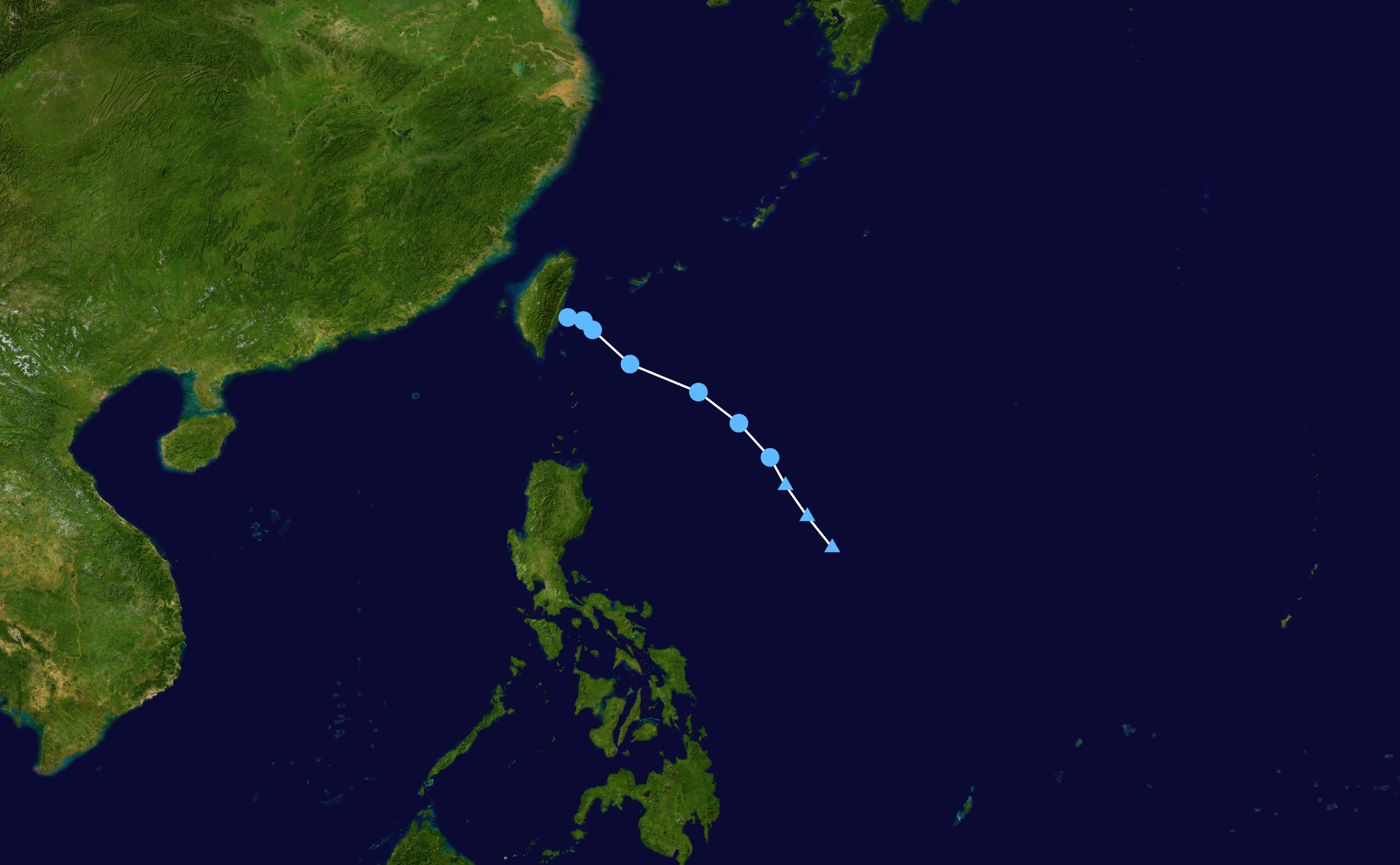
O caminho de Wutip

Uma perturbação tropical formou-se ao sul da tempestade tropical Pabuk que no momento ainda estava em desenvolvimento, em 5 de agosto. No final daquele dia, a Agência Meteorológica do Japão classificou a perturbação como depressão tropical. No dia seguinte, o sistema, ainda sendo afetado por Pabuk e por ventos de cisalhamento provenientes de correntes de ar de um anticiclone que estava sobre Pabuk, o Joint Typhoon Warning Center emitiu um alerta de formação de ciclone tropical. Assim que Pabuk se afastava, a depressão fortaleceu-se rapidamente e a AMJ o classificou como tempestade tropical Wutip na madrugada de 8 de agosto. O nome Wutip foi dado por Macau e significa borboleta. Ao mesmo tempo, a PAGASA também considerou o sistema como tempestade tropical e o nomeou de "Dodong". A interação com os terrenos montanhosos de Taiwan impediu um desenvolvimento maior de Wutip, continuando pouco organizado. A tempestade enfraqueceu-se rapidamente e a AMJ emitiu seu último aviso na madrugada de 9 de agosto, classificando-o como depressão tropical. Pouco depois, o JTWC também parou de emitir avisos sobre o sistema.
Em análises pós-tempestade, o JTWC diminuiu o pico de intensidade para ventos máximos sustentados de 55 km/h. Sendo assim, Wutip foi desclassificado para uma depressão tropical, segundo o JTWC.

## Preparativos e impactos
Nas Filipinas, dezenas de milhares de pessoas tiveram que deixar suas residências na área de Luzon. A chuva de Wutip, em associação com a chuva causada por Pabuk decretou o fim do período de longa estiagem que assolava a porção norte do país. Três pessoas morreram e outras 17 ficaram feridas após a passagem da tempestade; um garoto morreu eletrocutado por andar numa região alagada que continha cabos elétricos de alta tensão expostos. Outras duas morreram devido aos deslizamentos de terra na parte norte da região de Luzon. A tempestade atingiu posteriormente a ilha de Taiwan, onde não causou estragos. Antes da chegada de Wutip na China, os governos das províncias de Fujian e Zhejiang retiraram 270.000 pessoas que trabalhavam em alto-mar. Como Wutip se enfraqueceu após atingir Taiwan, os efeitos causados pela tempestade foram mínimos na China.